# Jaxson Hayes
Jaxson Reed Hayes (ur. 23 maja 2000 w Norman) – amerykański koszykarz, występujący na pozycji środkowego, od 2023 zawodnik Los Angeles Lakers.
W 2019 reprezentował New Orleans Pelicans, podczas rozgrywek letniej ligi NBA.
Pochodzi ze sportowej rodziny. Jego ojciec Jonathan jest obecnie trenerem tight end w futbolu amerykańskim, w klubie Cincinnati Bengals. Wcześniej został zaliczony do składu All-American tight end na University of Iowa (1982–1985), po czym występował przez dwanaście sezonów w NFL, broniąc barw Kansas City Chiefs (1985–1993) i Pittsburgh Steelers (1994–1996). Matka Kristi (z domu Kinne) grała w koszykówkę na Drake University (1991–95), gdzie została zaliczona do składu honorable mention Kodak All-American i wybrana zawodniczką sezonu konferencji Missouri Valley.
6 lipca 2023 został zawodnikiem Los Angeles Lakers.

## Osiągnięcia
Stan na 22 września 2023, na podstawie, o ile nie zaznaczono inaczej.
NCAA
- Najlepszy pierwszoroczny zawodnik Big 12 (2019)[4]
- Zaliczony do:
  - I składu:
    - defensywnego Big 12 (2019)
    - najlepszych:
      - pierwszorocznych zawodników Big 12 (2019)
      - nowo przybyłych zawodników Big 12 (2019)

    - turnieju Las Vegas Invitational (2019)

  - II składu Big 12 (2019)

NBA
- Zaliczony do II składu letniej ligi NBA (2019)